# Tranh cãi việc bổ nhiệm giáo sĩ

Mathilde von Tuszien và Hugo von Cluny biện hộ cho Heinrichs IV

Tranh cãi việc bổ nhiệm giáo sĩ là đỉnh điểm của một cuộc xung đột chính trị trong thời Trung cổ châu Âu giữa giáo triều và hoàng đế La Mã Thần thánh tinh thần và về bổ nhiệm các giáo sĩ (sự nhậm chức) bởi một quyền lực thế tục. Nó bắt đầu từ năm 1076 (Hội nghị đế quốc ở Worms) cho tới thỏa hiệp Hợp đồng đế quốc và giáo hội Worms trong năm 1122.

## Nguyên nhân
Ngay từ vương quốc Frank, các vua Frank có quyền bổ nhiệm các giám mục. Quyền này là quyền của giáo luật riêng vương quốc, trong đó một lãnh chúa cho phép thờ phượng trong lĩnh thổ của họ, có quyền gây ảnh hưởng về mặt hành chính. Kể từ sự ra đời của cái gọi là hệ thống nhà thờ đế quốc từ Otto I, quyền phong chức cho các giám mục và Tu viện trưởng của hoàng đế La Mã Thần thánh trở nên quan trọng hơn cho sự cai trị trong đế quốc, khi các giám mục và các Tu viện trưởng có quyền và chức năng quan trọng, chẳng hạn như quyền của một công tước, được chính quyền hoàng gia trao tặng. Otto I tiếp tục xem mình là chủ sở hữu của tất cả các nhà thờ và có quyền tham dự vào việc lựa chọn các tổng giám mục, giám mục và Tu viện trưởng. Những người chỉ trích hệ thống này cho đó là sự bổ nhiệm giáo sĩ của những người không chuyên môn. Họ lo sợ sự bổ nhiệm được dựa trên lòng trung thành với lãnh chúa hơn là kiến thức về tôn giáo và đạo đức.
Với việc bán nhà thờ, các chức tước, các di vật nhà thờ và thu nhập cũng thuộc sở hữu của người mua. Cho đến bước đầu cuộc cải cách giáo hội vào thế kỷ thứ 11 và cuộc cải cách Cluny, bắt đầu từ tu viện Cluny, không có gì sai trái được nhìn thấy trong thủ tục này.
Vua Heinrich III trong nhiệm kỳ của ông (1039-1056) cũng ủng hộ cuộc cải cách giáo hội và coi đó là nhiệm vụ của nhà vua, để cải cách nhà thờ Công giáo La Mã. 1046 có đến ba giáo hoàng cùng cầm quyền một lúc, cạnh tranh chức vụ này (Biển Đức IX, Grêgôriô VI và Sylvestrô III). Henry đã cho hạ bệ cả ba theo yêu cầu của Hội đồng Sutri và thay thế bằng Clêmentê II từ Đức, một người có tư tưởng cải cách. Cho đến khi Clemens chết vào năm 1047, cả hai cùng làm việc với nhau để cải thiện tất cả các nhà thờ Kitô giáo. Tuy nhiên, hầu hết các cuộc cải cách bản chất là, giải phóng chức vụ Đức Giáo hoàng thoát khỏi ảnh hưởng của giới quý tộc La Mã. Người kế nhiệm Heinrich III là con trai của ông Heinrich IV, lúc đó mới được 6 tuổi, trong nhiệm kỳ của ông ta đã có nhiều xung đột với Giáo hoàng Grêgôriô VII, nhậm chức từ năm 1073.

### Mua bán chức vụ nhà thờ
Phong trào cải tổ nhà thờ cho việc mua bán chức vụ, hoa lợi, lễ ban phước, di vật nhà thờ là những sự việc xấu xa cơ bản của thời đại, một phần vì những việc này trái ngược với những giải thích Kinh Thánh, mặt khác việc từ bỏ những mua bán này tạo nên mối quan hệ gần gũi hơn giữa các giáo sĩ ở các nơi khác và giáo hội ở Roma. Các hội đồng tôn giáo nhiều lần yêu cầu các giáo sĩ trong mọi trường hợp không nên chấp nhận các chức vụ nhà thờ của những người thế tục, vì tiền bạc hoặc quà cáp. Trọng tâm chính là xóa bỏ sự lệ thuộc của cả giáo dân lẫn giáo sĩ vào những mua bán này.

### Quan điểm về việc bổ nhiệm giáo sĩ
Việc bổ nhiệm giáo sĩ của các nhà quý tộc có nhà thờ riêng và nhà vua kể từ nửa đầu của thế kỷ 11 gây nhiều tranh cãi. Giám mục Burchard của Worms (mất năm 1025) cho là giáo luật phải đứng trên luật thế tục, xem hoàng đế cũng như các vị vua là những người thế tục và lên án việc bổ nhiệm các giám mục với sự hỗ trợ của người thế tục. Tương tự như vậy Wazzo của Lüttich cũng không chấp nhận, các giám mục phải có trách nhiệm trước nhà vua trong các vấn đề liên quan đến chức vụ của họ, và xem nghĩa vụ trung thành chỉ hợp lý trong các vấn đề thế tục.